# Aldo Taillieu
Aldo Taillieu (født 10. februar 2006 i Gooik) er en cykelrytter fra Belgien, der kører for Lotto Development Team. Han er lillebror og fra 2025 holdkammerat til cykelrytter Leon Taillieu.